# États des États-Unis
Les États des États-Unis sont les subdivisions politiques et historiques les plus importantes des États-Unis d'Amérique. Elles sont au nombre de cinquante États fédérés, auxquels s'ajoutent le district de Columbia — comprenant la capitale Washington — et plusieurs territoires, formant une république fédérale transcontinentale.

Carte des États-Unis contigus avec les États d'Alaska et d'Hawaï en bas à gauche.

La souveraineté est exercée à la fois par le gouvernement fédéral et par chacun des cinquante gouvernements d'État. Un Américain est à la fois citoyen des États-Unis et citoyen de l'État où il est domicilié. La citoyenneté d'État est une chose assez flexible et aucune procédure légale n'est nécessaire, sauf rares exceptions, pour changer son domicile d'un État à un autre. Les Américains ont conscience d'appartenir à une même nation, malgré la diversité des régions.
La Constitution des États-Unis attribue les pouvoirs respectifs des deux niveaux de gouvernement en utilisant des termes généraux. L'idée générale est qu'en ratifiant la Constitution (ou en adhérant à l'Union), chacun des États accepte : 
1. De transférer certains attributs de la souveraineté au gouvernement fédéral (principalement les politiques d'immigration, de défense et monétaire) ;
2. De partager certains pouvoirs avec le gouvernement fédéral (entre autres le droit de créer et de maintenir une milice, appelée depuis le XXe siècle « Forces de défense d'État », en anglais : « State defense forces ») ;
3. De garder certains pouvoirs au niveau local (notamment légiférer sur l'exercice du droit ou de la médecine).

Selon le dixième amendement, tous les pouvoirs non spécifiquement transférés à l'échelon fédéral restent aux mains des États ou à celles du peuple. Historiquement, les pouvoirs relatifs à la santé, l'éducation, les transports, l'urbanisme et la gestion des infrastructures relèvent généralement des États, même si tous ont une part importante de financement et de réglementation fédérale. Les pouvoirs transférés, partagés ou maintenus localement sont les mêmes pour tous les États membres de l'Union.
Au cours de l'histoire des États-Unis, le pouvoir fédéral a eu tendance à se renforcer au détriment des États et la question du droit des États demeure en débat aux États-Unis. Les États fédérés américains disposent de leurs propres ressources fiscales ainsi que de pouvoirs législatifs et exécutifs étendus. Les lois en vigueur sont par conséquent très variables d'un État à l'autre. De grandes différences de taille et de poids démographique rendent souvent difficile la comparaison entre les États : la Californie est soixante-dix fois plus peuplée que le Wyoming, l'Alaska est cinq cent cinquante fois plus grand que Rhode Island.
Les États sont représentés de manière égale au Sénat des États-Unis, chacun élisant deux sénateurs quel que soit son poids démographique. Ainsi les quatre États les plus faiblement peuplés que sont le Wyoming, le Vermont, le Dakota du Nord et l'Alaska (moins de 800 000 habitants chacun) y ont le même poids que les quatre plus peuplés, la Californie, le Texas, l'État de New York et la Floride (respectivement 40, 28, 21 et 20 millions d'habitants). Par contre, à la Chambre des représentants des États-Unis, le nombre de représentants est proportionnel à la population de l'État (avec un minimum d'un représentant par État). Quatre États portent le nom officiel de « Commonwealth » : le Kentucky, le Massachusetts, la Pennsylvanie et la Virginie. Cette particularité n'implique aucune différence constitutionnelle avec les autres États.
La Ligue du Sud fondée en 1994, les Fils des vétérans confédérés fondés en 1896, et d'autres organisations néo-confédérées continuent de défendre la sécession des 11 États confédérés.

## Les cinquante États
Le tableau triable ci-après liste les cinquante États des États-Unis avec :
1. Le nom courant de l'État en français (suivi de son genre en français : m pour masculin, f pour féminin) ;
2. Le nom courant en anglais et mention lorsqu'il s'agit d'un commonwealth + la prononciation du nom en anglais décrit en alphabet phonétique international ;
3. Le surnom de l'État ;
4. L'abréviation de deux caractères de l'État telle que définie par l'United States Postal Service (USPS) et reprise par la norme ISO 3166-2:US des subdivisions nationales ;
5. Le rang suivi de la date d'entrée, c'est-à-dire la date à laquelle l'État ratifie la Constitution américaine ou est admis dans l'Union ;
6. La superficie terrestre de l'État ;
7. La population selon les données établies par le Bureau du recensement des États-Unis ;
8. La densité de population de l'État ;
9. La capitale de l'État ;
10. La ville la plus peuplée (ville = incorporated place ou census-designated place) au 1er juillet 2007 selon le Bureau du recensement ;
11. Le drapeau officiel de l'État.

Pour trier, cliquez sur le petit triangle après le titre de la colonne
| Carte | Nom de l'État (genre)    | Nom en anglais API                                            | Surnom(s)                                      | Code | Rang Date d'entrée | Surface (km2) | Population (2024) | Densité (hab./km2) | Capitale       | Ville la plus peuplée | Drapeau |
| ----- | ------------------------ | ------------------------------------------------------------- | ---------------------------------------------- | ---- | ------------------ | ------------- | ----------------- | ------------------ | -------------- | --------------------- | ------- |
|       | Alabama (m)              | Alabama /ˌæləˈbæmə/                                           | Heart of Dixie Yellowhammer State              | AL   | 22e 14 déc. 1819   | 131 171       | 5 157 699         | 39,32              | Montgomery     | Birmingham            |         |
|       | Alaska (m)               | Alaska /əˈlæskə/                                              | Last Frontier                                  | AK   | 49e 3 janv. 1959   | 1 481 305     | 740 133           | 0,50               | Juneau         | Anchorage             |         |
|       | Arizona (m)              | Arizona /ˌæɹɪˈzoʊnə/                                          | Grand Canyon State                             | AZ   | 48e 14 fév. 1912   | 294 207       | 7 582 384         | 25,77              | Phoenix        | Phoenix               |         |
|       | Arkansas (m)             | Arkansas /ˈɑɹkənsɑ/                                           | Natural State                                  | AR   | 25e 15 juin 1836   | 134 771       | 3 088 354         | 22,92              | Little Rock    | Little Rock           |         |
|       | Californie (f)           | California /ˌkæl.ɪ.ˈfɔɹ.njə                                   | Golden State                                   | CA   | 31e 9 sept. 1850   | 403 466       | 39 431 263        | 97,73              | Sacramento     | Los Angeles           |         |
|       | Caroline du Nord (f)     | North Carolina /ˌnɔɹθˌkɛɹəˈlaɪnə/                             | Tar Heel State Old North State First in Flight | NC   | 12e 21 nov. 1789   | 125 920       | 11 046 024        | 87,72              | Raleigh        | Charlotte             |         |
|       | Caroline du Sud (f)      | South Carolina /ˌsaʊθkɛɹəˈlaɪnə/                              | Palmetto State                                 | SC   | 8e 23 mai 1788     | 77 857        | 5 478 831         | 70,37              | Columbia       | Columbia              |         |
|       | Colorado (m)             | Colorado /ˌkɑləˈɹædoʊ/                                        | Centennial State                               | CO   | 38e 1er août 1876  | 268 431       | 5 957 493         | 21,19              | Denver         | Denver                |         |
|       | Connecticut (m)          | Connecticut /kəˈnɛtɪkət/                                      | Constitution State                             | CT   | 5e 9 janv. 1788    | 12 542        | 3 675 069         | 293,02             | Hartford       | Bridgeport            |         |
|       | Dakota du Nord (m)       | North Dakota /ˌnɔɹθdəˈkoʊtə/                                  | Peace Garden State                             | ND   | 39e 2 nov. 1889    | 169 752       | 796 568           | 4,69               | Bismarck       | Fargo                 |         |
|       | Dakota du Sud (m)        | South Dakota /ˌsaʊθdəˈkoʊtə/                                  | Mount Rushmore State                           | SD   | 40e 2 nov. 1889    | 196 350       | 924 669           | 4,71               | Pierre         | Sioux Falls           |         |
|       | Delaware (m)             | Delaware /ˈdɛləwɛəɹ/                                          | First State                                    | DE   | 1er 7 déc. 1787    | 5 047         | 1 051 917         | 208,42             | Dover          | Wilmington            |         |
|       | Floride (f)              | Florida /ˈflɔɹɪdə/                                            | Sunshine State                                 | FL   | 27e 3 mars 1845    | 138 887       | 23 372 215        | 168,28             | Tallahassee    | Jacksonville          |         |
|       | Géorgie (f)              | Georgia /ˈdʒɔɹdʒə/                                            | Peach State                                    | GA   | 4e 2 janv. 1788    | 148 859       | 11 180 878        | 75,11              | Atlanta        | Atlanta               |         |
|       | Hawaï (m)                | Hawaii (Mokuʻāina o Hawaiʻi en hawaïen) /həˈwaɪi/, /haʋaiʔi/  | Aloha State                                    | HI   | 50e 21 août 1959   | 16 635        | 1 446 146         | 86,93              | Honolulu       | Honolulu              |         |
|       | Idaho (m)                | Idaho /ˈaɪdəhoʊ/                                              | Gem State                                      | ID   | 43e 3 juill. 1890  | 214 045       | 2 001 619         | 9,35               | Boise          | Boise                 |         |
|       | Illinois (m)             | Illinois /ɪlɪˈnɔɪ/                                            | Prairie State Land of Lincoln                  | IL   | 21e 3 déc. 1818    | 143 793       | 12 710 158        | 88,39              | Springfield    | Chicago               |         |
|       | Indiana (m)              | Indiana /ˌɪndiˈænə/                                           | Hoosier State                                  | IN   | 19e 11 déc. 1816   | 92 789        | 6 924 275         | 74,62              | Indianapolis   | Indianapolis          |         |
|       | Iowa (m)                 | Iowa /ˈaɪəwə/                                                 | Hawkeye State                                  | IA   | 29e 28 déc. 1846   | 144 669       | 3 241 488         | 22,41              | Des Moines     | Des Moines            |         |
|       | Kansas (m)               | Kansas /ˈkænzəs/                                              | Sunflower State The Wheat State                | KS   | 34e 29 janv. 1861  | 211 754       | 2 970 606         | 14,03              | Topeka         | Wichita               |         |
|       | Kentucky (m)             | Commonwealth of Kentucky /kənˈtʌki/                           | Bluegrass State                                | KY   | 15e 1er juin 1792  | 102 269       | 4 588 372         | 44,87              | Frankfort      | Louisville            |         |
|       | Louisiane (f)            | Louisiana (État de Louisiane en français) /luˌiziˈænə/        | Pelican State Sportsman's Paradise             | LA   | 18e 30 avr. 1812   | 111 898       | 4 597 740         | 41,09              | Bâton-Rouge    | La Nouvelle-Orléans   |         |
|       | Maine (m)                | Maine /ˈmeɪn/                                                 | Pine Tree State                                | ME   | 23e 15 mars 1820   | 79 883        | 1 405 012         | 17,59              | Augusta        | Portland              |         |
|       | Maryland (m)             | Maryland /ˈmɛɹələnd/                                          | Old Line State                                 | MD   | 7e 28 avr. 1788    | 25 142        | 6 263 220         | 249,11             | Annapolis      | Baltimore             |         |
|       | Massachusetts (m)        | Commonwealth of Massachusetts /ˌmæsəˈtʃusɪts/                 | Bay State                                      | MA   | 6e 6 fév. 1788     | 20 202        | 7 136 171         | 353,24             | Boston         | Boston                |         |
|       | Michigan (m)             | Michigan /ˈmɪʃɪgən/                                           | Wolverine State Great Lake State               | MI   | 26e 26 janv. 1837  | 146 435       | 10 140 459        | 69,25              | Lansing        | Détroit               |         |
|       | Minnesota (m)            | Minnesota /ˌmɪnɪˈsoʊtə/                                       | North Star State Land of 10.000 Lakes          | MN   | 32e 11 mai 1858    | 206 232       | 5 793 151         | 28,09              | Saint Paul     | Minneapolis           |         |
|       | Mississippi (m)          | Mississippi /ˌmɪsɪˈsɪpi/                                      | Magnolia State                                 | MS   | 20e 10 déc. 1817   | 121 531       | 2 943 045         | 24,22              | Jackson        | Jackson               |         |
|       | Missouri (m)             | Missouri /mɪˈzʊəɹi, mɪˈzʊəɹə/                                 | Show-Me State                                  | MO   | 24e 10 août 1821   | 178 040       | 6 245 466         | 35,08              | Jefferson City | Kansas City           |         |
|       | Montana (m)              | Montana /mɑnˈtænə/                                            | Treasure State Big Sky Country                 | MT   | 41e 8 nov. 1889    | 376 962       | 1 137 233         | 3,02               | Helena         | Billings              |         |
|       | Nebraska (m)             | Nebraska /nəˈbɹæskə/                                          | Cornhusker State Beef State                    | NE   | 37e 1er mars 1867  | 198 974       | 2 005 465         | 10,08              | Lincoln        | Omaha                 |         |
|       | Nevada (m)               | Nevada /nəˈvædə/                                              | Silver State                                   | NV   | 36e 31 oct. 1864   | 284 332       | 3 267 467         | 11,49              | Carson City    | Las Vegas             |         |
|       | New Hampshire (m)        | New Hampshire /nuˈhæmpʃɚ/                                     | Granite State                                  | NH   | 9e 21 juin 1788    | 23 187        | 1 409 032         | 60,77              | Concord        | Manchester            |         |
|       | New Jersey (m)           | New Jersey /nuˈdʒɝzi/                                         | Garden State                                   | NJ   | 3e 18 déc. 1787    | 19 047        | 9 500 851         | 498,81             | Trenton        | Newark                |         |
|       | New York (m)             | New York /nuˈjɔɹk/                                            | Empire State                                   | NY   | 11e 26 juill. 1788 | 122 057       | 19 867 248        | 162,77             | Albany         | New York              |         |
|       | Nouveau-Mexique (m)      | New Mexico (Estado de Nuevo México en espagnol) /nuˈmɛksɪkoʊ/ | Land of Enchantment                            | NM   | 47e 6 janv. 1912   | 314 161       | 2 130 256         | 6,78               | Santa Fe       | Albuquerque           |         |
|       | Ohio (m)                 | Ohio /oʊˈhaɪoʊ/                                               | Buckeye State                                  | OH   | 17e 1er mars 1803  | 105 829       | 11 883 304        | 112,29             | Columbus       | Columbus              |         |
|       | Oklahoma (m)             | Oklahoma /ˌoʊkləˈhoʊmə/                                       | Sooner State Native America                    | OK   | 46e 16 nov. 1907   | 177 660       | 4 095 393         | 23,05              | Oklahoma City  | Oklahoma City         |         |
|       | Oregon (m)               | Oregon /ˈɔɹɪgən/                                              | Beaver State Pacific Wonderland                | OR   | 33e 14 fév. 1859   | 248 608       | 4 272 371         | 17,19              | Salem          | Portland              |         |
|       | Pennsylvanie (f)         | Commonwealth of Pennsylvania /ˌpɛnsɪlˈveɪnjə/                 | Keystone State                                 | PA   | 2e 12 déc. 1787    | 115 883       | 13 078 751        | 112,86             | Harrisburg     | Philadelphie          |         |
|       | Rhode Island (m)         | State of Rhode Island /ɹoʊdˈaɪlənd/                           | Ocean State                                    | RI   | 13e 29 mai 1790    | 2 678         | 1 112 308         | 415,35             | Providence     | Providence            |         |
|       | Tennessee (m)            | Tennessee /ˌtɛnɪˈsi/                                          | Volunteer State                                | TN   | 16e 1er juin 1796  | 106 798       | 7 227 750         | 67,68              | Nashville      | Memphis               |         |
|       | Texas (m)                | Texas /ˈtɛksəs/                                               | Lone Star State                                | TX   | 28e 29 déc. 1845   | 676 587       | 31 290 831        | 46,25              | Austin         | Houston               |         |
|       | Utah (m)                 | Utah /ˈjutɑ/                                                  | Beehive State                                  | UT   | 45e 4 janv. 1896   | 212 818       | 3 503 613         | 16,46              | Salt Lake City | Salt Lake City        |         |
|       | Vermont (m)              | Vermont /vɚˈmɑnt/                                             | Green Mountain State                           | VT   | 14e 4 mars 1791    | 23 871        | 648 493           | 27,17              | Montpelier     | Burlington            |         |
|       | Virginie (f)             | Commonwealth of Virginia /vɚˈdʒɪnjə/                          | Old Dominion                                   | VA   | 10e 25 juin 1788   | 102 279       | 8 811 195         | 86,15              | Richmond       | Virginia Beach        |         |
|       | Virginie-Occidentale (f) | West Virginia /ˌwɛstvɚˈdʒɪnjə/                                | Mountain State                                 | WV   | 35e 20 juin 1863   | 62 259        | 1 769 979         | 28,43              | Charleston     | Charleston            |         |
|       | Washington (m)           | Washington /ˈwɑʃɪŋtən/                                        | Evergreen State                                | WA   | 42e 11 nov. 1889   | 172 119       | 7 958 180         | 46,24              | Olympia        | Seattle               |         |
|       | Wisconsin (m)            | Wisconsin /wɪsˈkɑnsɪn/                                        | Badger State                                   | WI   | 30e 29 mai 1848    | 140 268       | 5 960 975         | 42,50              | Madison        | Milwaukee             |         |
|       | Wyoming (m)              | Wyoming /waɪˈoʊmɪŋ/                                           | Equality State                                 | WY   | 44e 10 juill. 1890 | 251 470       | 587 618           | 2,34               | Cheyenne       | Cheyenne              |         |

## Union comme une seule nation
Après l'adoption des articles de la Confédération et de l'Union perpétuelle en 1777, les États devinrent une confédération. En partie en raison de manquements de la Confédération, les treize États formèrent à la place une fédération, constituée d'États fédérés. Pour ce faire ces États ratifièrent la constitution des États-Unis, qui prit effet en 1789. Les États-Unis devinrent alors une entité souveraine et unique pour ce qui concerne le droit international, avec le pouvoir de mener la guerre et de conduire des relations internationales.

## Relations entre États
Selon l'article IV de la Constitution, qui souligne les relations entre les États américains, ceux-ci doivent donner « Pleine foi et crédit » (Full Faith and Credit) aux lois et décisions des législatures et des tribunaux des autres États, ce qui inclut en général la reconnaissance des contrats légaux, des mariages, des jugements criminels, et jusqu'au 13 janvier 1865, du statut d'esclave[réf. souhaitée]. Les États ne peuvent faire de discrimination à l'encontre des citoyens d'autres États et doivent respecter leurs droits fondamentaux, selon la clause « Privilèges et Immunités » (Privileges and Immunities Clause). Le gouvernement fédéral garantit aux États une défense militaire et civile, ce qui exige aussi que le gouvernement de chaque État reste celui d'une république.

## Clause du Commerce
La Cour suprême des États-Unis a interprété la constitution américaine, comme la clause de Commerce (une clause de l'article premier de la Constitution qui donne au Congrès des États-Unis le pouvoir de réguler le commerce avec les autres pays, entre les États américains et avec les tribus indiennes), permettant un large périmètre d'action au pouvoir fédéral. Par exemple, le Congrès peut réguler le trafic ferroviaire sur les voies ferrées inter-États mais aussi le réguler sur les voies à l'intérieur d'un seul État en se basant sur la théorie qu'un trafic même uniquement à l'intérieur d'un État peut avoir un impact sur le commerce inter-États.
Une autre source de pouvoir du Congrès est le « pouvoir de dépenser » — la capacité du Congrès d'allouer des fonds, par exemple, à l'Interstate Highway System. Le système est mandaté et financé en partie par le gouvernement fédéral, mais sert également les intérêts des États. En menaçant de retirer des fonds fédéraux dédiés aux voies rapides, le Congrès est en mesure de persuader les législatures des États d'adopter une variété de lois. Bien que cela puisse se traduire sur le terrain comme une atteinte aux droits des États, la Cour suprême confirme cette pratique comme une utilisation autorisée de la clause constitutionnelle de dépense.

## Adhésion à l'Union
Depuis la création des États-Unis, le nombre d'États est passé de 13 à 50. La Constitution américaine est assez laconique sur la manière dont des nouveaux États peuvent adhérer. Notant que « de nouveaux États peuvent être admis par le Congrès dans l'Union » et interdisant qu'un nouvel État soit créé à partir du territoire d'un État existant ou par la fusion de deux ou plusieurs États en un seul sans le consentement à la fois du Congrès des États-Unis et de toutes les législatures des États impliqués.
En pratique, presque tous les États admis dans l'Union après les 13 d'origine ont été formés à partir de territoires des États-Unis (c'est-à-dire des territoires sous l'autorité du gouvernement fédéral mais ne faisant partie d'aucun État et qui étaient organisés avec une part d'autonomie règlementaire accordée par le Congrès). En général, le gouvernement d'un territoire organisé fait connaître le souhait de sa population pour sa constitution en État. Le Congrès demande alors au gouvernement territorial d'organiser une convention constitutionnelle. Après acceptation de cette Constitution, le Congrès peut alors reconnaître ce territoire comme un État. Les grandes lignes de ce processus ont été établies par l'Ordonnance du Nord-Ouest, qui est en fait antérieure à la ratification de la Constitution américaine.
Cependant, le Congrès est l'autorité ultime pour accepter de nouveaux États et n'est pas obligé de suivre cette procédure. Quelques États américains, en dehors des treize d'origine, ont été admis sans avoir été des territoires organisés du gouvernement fédéral :
- le Vermont, une république non reconnue mais de facto indépendante jusqu'à son admission en 1791 ;
- le Kentucky, partie de la Virginie jusqu'à son admission en 1792 ;
- le Maine, une partie du Massachusetts jusqu'à son admission en 1820 à la suite du compromis du Missouri ;
- le Texas, une république indépendante reconnue jusqu'à son admission en 1845 ;
- la Californie, créée comme État (comme partie du compromis de 1850) à partir des territoires non-organisés cédés par le Mexique en 1850, sans avoir été lui-même un territoire organisé ;
- la Virginie-Occidentale, créée à partir des territoires de la Virginie qui ont rejoint l'Union après la sécession en 1861 de la Virginie pour rejoindre les États confédérés d'Amérique.

Le Congrès n'a aucune obligation d'accorder le statut d'État à des territoires dont la population le demande. Par exemple, la république du Texas demanda son rattachement en tant qu'État aux États-Unis en 1836, mais les craintes d'un conflit avec le Mexique retardèrent cette adhésion de neuf ans. Le territoire de l'Utah se vit refuser son adhésion à l'Union en tant qu'État pendant des décennies, la domination du territoire par les Mormons et particulièrement la pratique de la polygamie par ses élites étant mal vue de Washington. Une fois établies, les frontières des États sont très stables, les seules exceptions majeures étant la cession par le Maryland et la Virginie de territoire pour créer le district de Columbia (la partie cédée par la Virginie lui sera rendue par la suite), une cession par la Géorgie, une expansion du Missouri et du Nevada et le Kentucky, le Maine et le Tennessee respectivement issus d'une scission de la Virginie, du Massachusetts et de la Caroline du Nord.
Les derniers États à avoir adhéré à l'Union sont l'Alaska en janvier 1959 et Hawaï en août 1959, respectivement 49e et 50e État de l'Union.
Le nombre d'étoiles sur le coin supérieur du drapeau américain correspond au nombre d'États dans l'Union (les treize bandes correspondant elles aux treize États d'origine). Cette disposition date de 1818, le rajout sur le drapeau intervenant le 4 juillet, jour de la fête nationale, suivant l'entrée dans l'Union du nouvel État.

## Gouvernement
Chaque État dispose de sa propre constitution (celles de Géorgie, de Californie ou d'Alabama sont réputées pour être parmi les plus longues au monde). Cette constitution définit l'exercice et la répartition des pouvoirs au sein de l'État. Tous les États américains ont repris une forme de régime politique similaire à celui existant au niveau fédéral avec une branche exécutive, une branche législative et une branche judiciaire. Cela n'était pas une obligation, la Constitution des États-Unis exigeant juste des États qu'ils soient une république avec donc un gouvernement démocratique. Il pourrait ainsi y avoir un État avec un régime parlementaire.
Dans chaque État, le pouvoir exécutif est exercé par un gouverneur élu, qui est souvent à la tête d'un cabinet, et par quelques autres responsables qui, suivant les États, peuvent être élus ou nommés. Ainsi 42 des 50 États élisent un lieutenant-gouverneur qui remplace le gouverneur en cas de vacance du poste. Suivant les États, il est élu en ticket, comme colistier lors de l'élection du gouverneur, ou lors d'une élection distincte. Les fonctions de secrétaire d'État, de trésorier de l'État ou d'auditeur de l'État peuvent être des fonctions élues ou nommées par le gouverneur suivant les États.
Le pouvoir législatif est exercé par la législature de l'État composé de deux chambres : un Sénat et une assemblée de l'État ou chambre des représentants (à l'exception du Nebraska qui n'a qu'une seule chambre). Les législatures ont leurs caractéristiques, y compris au niveau des limites du nombre de mandat ou du veto. 
Il existe également une branche judiciaire avec à son sommet une Cour suprême de l'État. Celle-ci est l'autorité suprême de toute décision judiciaire concernant une loi de l'État. Ces cours suprêmes ou d'appel ont un système discrétionnaire. En raison du fédéralisme, les crimes fédéraux ne concernent que des infractions délimitées pour le système judiciaire fédéral, c'est aux États de traiter les infractions de droit commun, avec une compétence plus large dans leurs codes pénaux, d'où le nombre d'affaire jugé, largement plus important. Les États en 2019 ont jugé 83 millions d'affaires, dont 39 millions liées à la circulation routière. Ces tribunaux ont jugé 66 millions d'affaires en 2022, dont 38 millions pour des infractions routières et 11 millions pour des délits pénaux. À titre de comparaison, 340 000 (2015) à 372 000 (2019) nouveaux dossiers sont déposés pour les cours de districts fédérales ; les banqueroutes font l'objet de 700 000 à un million et demi de procédures fédérales annuelles.

## Nouveaux États possibles
Aujourd'hui, très peu de territoires pourraient prétendre à devenir un nouvel État de l'Union. Porto Rico est sans doute le candidat le plus sérieux. Le statut du district de Columbia est aussi en débat. Pour les autres territoires (îles Mariannes du Nord, îles Vierges, Guam, Samoa américaines...), peu peuplés et dispersés, la question ne se pose pas vraiment.

### Porto Rico
Les Portoricains sont citoyens des États-Unis depuis 1917. Cette île des Antilles, territoire américain depuis 1898 (comme Hawaï) et la victoire des États-Unis sur l'Espagne, est peuplée de plus de 3,2 millions d'habitants (plus que les vingt-et-un États américains les moins peuplés). Le territoire non incorporé de Porto Rico — son titre exact est Commonwealth de Porto Rico, mais sans rapport avec les Commonwealths des quatre États américains cités précédemment — ne dispose actuellement que d'une très faible représentation au Congrès : un délégué à la Chambre des représentants des États-Unis, le Resident commissioner, sans droit de vote, et aucun sénateur. Le président George H. W. Bush publia un mémorandum le 30 novembre 1992 à destination des responsables des départements et des agences de l'exécutif américain pour établir les relations entre le gouvernement fédéral et le Commonwealth de Porto Rico. Le mémorandum demandait à tous les départements et agences fédérales de traiter administrativement Porto Rico comme s'il était un État américain dans la mesure où cela ne perturberait pas les programmes ou opérations fédérales. Le gouvernement de Porto Rico, qui a à sa tête un gouverneur élu, a organisé plusieurs référendums sur la question du statut de l'île lors des dernières décennies, même si le Congrès ne se sentait pas engagé par ses consultations. Tous les résultats montraient une victoire étroite des partisans du statu quo sur ceux partisans d'un État, un petit nombre souhaitant l'indépendance. Le 20 décembre 2000, le président Bill Clinton a signé l'ordre exécutif 13183, pour créer un groupe de travail présidentiel sur le statut de Porto Rico et ses règles d'appartenance à l'Union, ordre exécutif que le président George W. Bush compléta. En décembre 2005, le groupe de travail proposa une série de nouveaux référendums pour résoudre ce problème. Si le Congrès avait voté les recommandations du groupe de travail, cela aurait pu ouvrir la voie au premier vote mandaté par le Congrès sur le statut de l'île et potentiellement déboucher sur la création d'État américain vers 2010.
Un nouveau référendum, en 2012, a finalement tranché en faveur d'une évolution vers le statut d'État américain à part entière.
En effet, le 6 novembre 2012, à l'occasion de l'élection présidentielle américaine, un quatrième référendum est présenté aux électeurs sous la forme de deux questions distinctes.
Tout d'abord, à la question « Êtes-vous d'accord sur le fait que Porto Rico devrait conserver son statut territorial actuel ? » :
- Non : 53,99 % des voix (959 136 voix) ;
- Oui : 46,01 % des voix (817 241 voix).

Deuxième question : « Laquelle des options suivantes préférez-vous ? » :
- État américain : 61,10 % des voix (824 238 voix) ;
- État libre souverain et associé : 33,35 % des voix (449 831 voix) ;
- Indépendance : 5,55 % des voix (74 840 voix).

Pour la première fois, l'option « État américain » est celle qui a reçu la majorité des voix, ce qui relance le débat sur la question du statut actuel de l'île et du potentiel 51e État.
Le 11 décembre 2012, l'assemblée législative de Porto Rico a adopté une résolution demandant « au Président et au Congrès des 
États-Unis de répondre avec diligence à la demande du peuple de Porto Rico, et de commencer le processus pour admettre Porto Rico dans l'Union en tant qu'État ». Cette question n'a toujours pas été abordée par le Congrès américain.
Le 11 juin 2017, un référendum consultatif à Porto Rico est organisé afin de savoir si Porto Rico devient un État, gagne son indépendance ou reste avec le même statut. L'admission dans l'Union est votée à 97,16 % des suffrages exprimés et 22,7 % de participation, résultat d'un large boycott.
En mai 2020, alors que le statut territorial actuel de Porto Rico est critiqué par certains citoyens, la gouverneure Wanda Vázquez annonce un nouveau référendum pour novembre 2020 pour décider si Porto Rico doit devenir un État américain. Le « Pour » l'emporte à 52,34 % des voix face au « contre » qui obtient 47,66 % des voix. Le référendum est non contraignant,.
Le 5 novembre 2024 un nouveau plebiscito est organisé, pour la septième fois depuis les années 1960. Il se solde, comme les consultations précédentes, par une victoire du camp favorable à l’estadidad (« étatisation ») de l'île, mais avec une montée des votes indépendantistes. Ces résultats sont toutefois non contraignants, une telle décision devant être approuvée par le Congrès des États-Unis.
Le 15 février 2025, la Chambre des représentants de Porto Rico approuve une résolution sur le statut juridique de Porto Rico. La résolution demande que « le président et le Congrès des États-Unis d'Amérique répondent rapidement et agissent conformément aux demandes des citoyens de Porto Rico ».

### District de Columbia
Les intentions des Pères fondateurs étaient que la capitale des États-Unis soit située sur un site neutre, ne favorisant aucun des États existants. Le district de Columbia fut donc créé en 1800 pour servir de siège aux autorités fédérales. Comme Porto Rico, les habitants du district n'ont qu'un délégué sans droit de vote à la Chambre des représentants et aucun sénateur (le droit d'élire de grands électeurs pour l'élection présidentielle ne leur fut accordé qu'en 1961 par le 23e amendement).
Certains résidents du district soutiennent la création d'un État ou d'une juridiction en reprenant ses compétences pour l'ensemble du district ou pour sa partie habitée, le reste (les lieux abritant les autorités fédérales regroupés au centre de la ville) restant sous la juridiction fédérale. Si un État est toujours une question politique réelle dans le district, il y a peu de perspectives d'un mouvement concret dans ce sens dans un avenir proche. L'accent est plutôt mis sur la poursuite de la Home Rule dans le district lui donnant une représentation pleine et entière au Congrès.

### Autres territoires
Pour le restant des territoires des États-Unis habités n'ayant pas le statut d'État — les Îles Mariannes du Nord (qui ont, comme Porto Rico, le statut de Commonwealth), les îles Vierges des États-Unis, Guam, et les Samoa américaines — les perspectives d'une accession à un statut d'État sont très éloignées. Tous sont relativement peu peuplés — Guam, le plus peuplé de ces territoires, a une population équivalente au tiers du Wyoming, le moins peuplé des États américains — et ces territoires sont fortement tributaires des financements fédéraux. Si ces territoires songeaient à demander un statut d'État, ils devraient probablement s'associer pour augmenter leur population et leur superficie.

### Possibilité de scission d'un État
Constitutionnellement un État ne peut être divisé en plusieurs États qu'avec l'approbation du Congrès américain et de la législature de l'État concerné. Cela fut le cas du Maine, issu d'une scission du Massachusetts en 1820 (compromis du Missouri), du Kentucky (1792) ou de la Virginie-Occidentale (1863, refus de rejoindre les Confédérés), tous deux issus de la Virginie. Quand le Texas fut admis dans l'Union en 1845, il était beaucoup plus grand que tout autre État existant et il lui fut spécialement accordé le droit de se diviser au plus en cinq États distincts, mais aucune tentative sérieuse dans ce sens n'a jamais été faite.

## États non reconnus
Par le passé, plusieurs tentatives de reconnaissance ou de création d'États, soit sur de nouveaux territoires soit par scission ou fragmentation d'États existants, n'ont pas abouti.

### État de Sylvania
Une sécession, qui n'aboutit pas, sur des territoires disputés entre la Virginie et la Pennsylvanie juste après la guerre d'Indépendance américaine.

### État de Franklin
Cet État exista pendant quatre ans, peu de temps après la fin de la guerre d'Indépendance américaine, mais ne fut jamais reconnu par l'Union, qui, finalement, reconnut la demande de souveraineté de la Caroline du Nord sur cette zone. Une majorité des États américains étaient disposés à reconnaître l'État de Franklin mais il manqua de peu la majorité des deux tiers des États requise pour admettre un nouvel État dans l'Union selon les Articles de la Confédération. Le territoire comprenant le comté de Franklin allait devenir plus tard la partie orientale de l'État du Tennessee.

### État du Deseret
En 1849, les Pionniers mormons, récemment installés à Salt Lake City, proposèrent par la voix de Brigham Young, président de l'Église de Jésus-Christ des saints des derniers jours, un statut officiel pour le territoire sur lequel ils étaient installés englobant Grand Bassin et le bassin versant du fleuve Colorado ainsi qu'en partie ou en totalité les territoires de neuf États américains actuels. Cependant, la Californie et le Nouveau-Mexique faisant une demande pour devenir des États à part entière, Young changea de stratégie et se décida à demander la création d'un État, qui exista de facto pendant deux ans. Finalement le territoire de l'Utah sera créé en 1851, sur la partie septentrionale du Deseret, et donnera naissance après plusieurs mutations aux États de l'Utah et du Nevada.

### État de Jefferson
Le 24 juillet 1859, la création de l'État de Jefferson dans le sud des montagnes Rocheuses est repoussée par un vote du Congrès. À la place, est votée le 24 octobre 1859 la création du territoire de Jefferson, qui est remplacé par le territoire du Colorado le 28 février 1861.
En 1915, un second État de Jefferson est proposé dans le tiers nord du Texas mais cette proposition n'obtient pas l'approbation majoritaire au Congrès.
En 1941, un troisième État de Jefferson est proposé avec plus de succès pour une ratification prévue en janvier 1942 dans la région principalement rurale du sud de l'Oregon et du nord de la Californie. Cette ratification est annulée à la suite de l'attaque japonaise de Pearl Harbor et l'entrée en guerre des États-Unis en décembre 1941. La proposition est soulevée plusieurs fois depuis.

### État de Lincoln
L'État de Lincoln est un autre État qui est proposé plusieurs fois. Dans la configuration la plus notable, il aurait compris la partie orientale de l'État de Washington et la panhandle de l'Idaho (la pointe nord-ouest de cet État). À l'origine, il est proposé par l'Idaho en 1864 pour seulement sa panhandle, jugée trop éloigné de la nouvelle capitale de l'État, Boise, et de nouveau en 1901 en y incluant l'Eastern Washington, la région de l'État de Washington située à l'est de la chaîne des Cascades. Cet État est de nouveau proposé en 1996, 1999 et 2005.
L'autre tentative de création de l'État de Lincoln est celle faite au sein de l'État du Texas après la guerre de Sécession en 1869. Les territoires du Texas, au sud et l'ouest du fleuve Colorado, sont ainsi proposés pour constituer un État pendant la période de la Reconstruction.

### État de Muskogee
Une tentative de création d'un État de Muskogee, concernant les amérindiens Creek, en Floride échoue en 1800.

### État de Sequoyah
Sequoyah est une tentative avortée de création d'un État par les Amérindiens en 1905. Il aurait été situé dans l'est de l'actuel Oklahoma et aurait eu une population à majorité amérindienne.

### État du Supérieur
La création de l'État du Supérieur, issu de la scission de la Péninsule supérieure du Michigan dans le nord l'État homonyme, fut proposée dès 1858. Les velléités sécessionnistes restèrent relativement actives jusqu'au milieu des années 1970, avant de péricliter pour devenir aujourd'hui très marginales.

### État de la ville de New York
La question de la séparation de la ville de New York de l'État de New York est régulièrement posée dans la métropole américaine mais sans réel projet et souvent brandie pour des raisons fiscales, la ville estimant payer trop d'impôts à l'État[réf. souhaitée].

## Sécession
La Constitution américaine ne prévoit pas le cas d'un État souhaitant quitter l'Union. Pour des raisons historiques, jurisprudentielles, sociales (sentiment des habitants d'appartenir à une même nation) et le poids actuel du gouvernement fédéral, une sécession d'un État paraît quasi impossible. L'exemple le plus célèbre est la sécession de 11 États en 1861 pour former les États confédérés d'Amérique, qui conduisit à la guerre de Sécession puis au retour par la force des États sécessionnistes dans l'Union.
Parmi les mouvements sécessionnistes existants, nombreux tiennent du folklore, mais certains mouvements ont acquis une influence dans l'État concerné, voire une certaine notoriété nationale. On peut ainsi citer le Parti pour l'indépendance alaskaine ou le Mouvement pour la souveraineté hawaïenne. Par ailleurs, le Parti libertarien, comme différents autres mouvements américains idéologiquement proches, prône plutôt un État fédéral réduit à sa plus simple expression (voir Free state project).

## Origine des noms des États
Les cinquante États des États-Unis tirent leur nom d'une grande variété de langues. La moitié des États, 25, ont un nom dérivé de langues amérindiennes : huit de l'algonquin, sept des langues siouanes (dont l'un via l'illinois, une langue algonquine), trois des langues iroquoises, un des langues uto-aztèques et cinq d'autres langues amérindiennes. Le nom Hawaï viendrait de l'hawaïen. Les autres noms dérivent des langues européennes : sept viennent du latin (principalement la forme latine de noms propres anglais), six viennent de l'anglais, cinq viennent de l'espagnol (plus un d'une langue autochtone via l'espagnol) et trois viennent ou pourraient venir du français (dont l'un via l'anglais) : Louisiane, Vermont et peut-être Maine.
Onze États sont nommés d'après une personne : Caroline du Nord, Caroline du Sud, Delaware, Géorgie, Louisiane, Maryland, New York, Pennsylvanie, Virginie, Virginie-Occidentale, Washington.

Mais pour six États, leur nom reste d'origine incertaine et il existe plusieurs étymologies possibles : Arizona, Utah, Idaho, Maine, Oregon et Rhode Island.

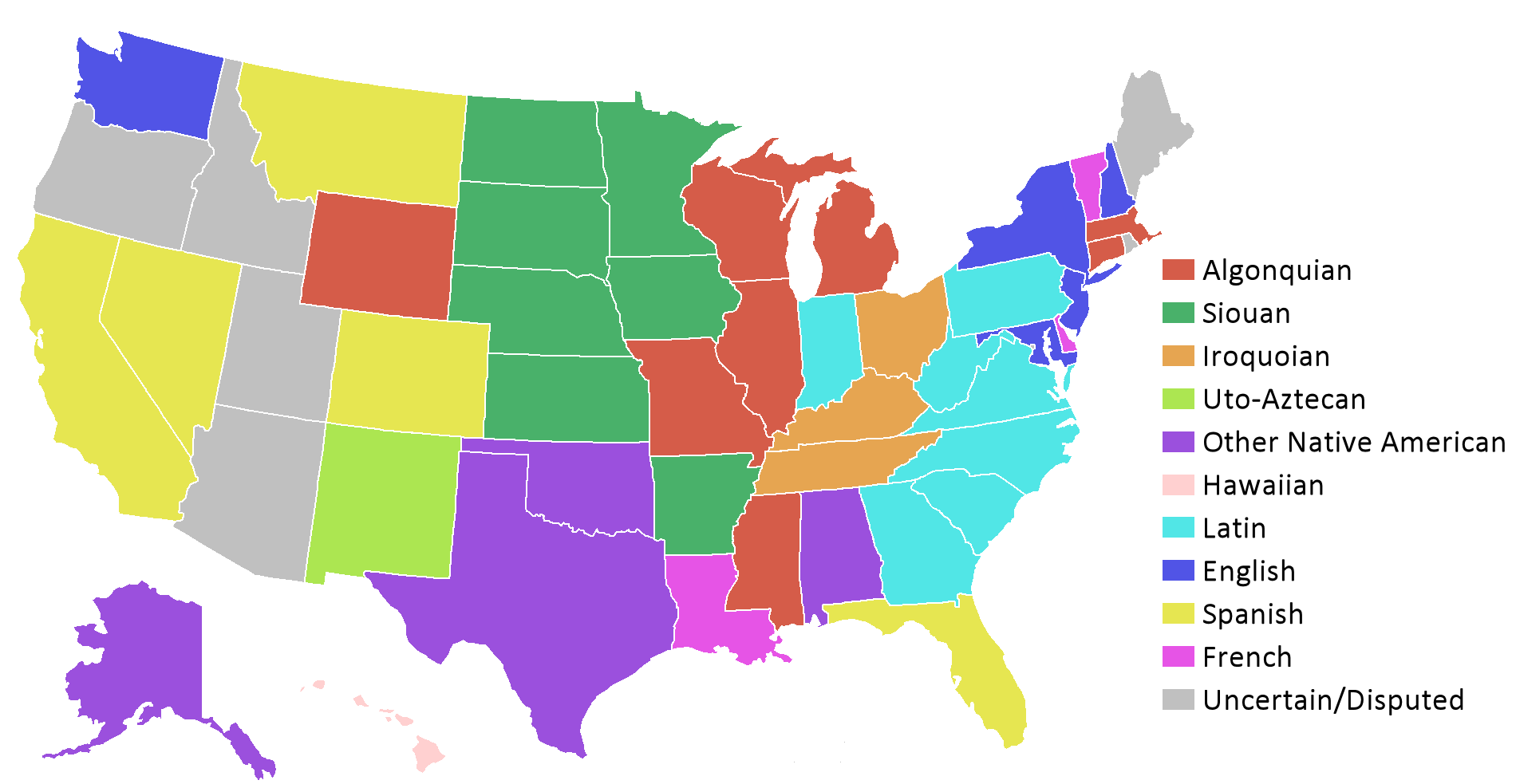
Origine étymologique du nom des États américains.